# Theronia angustatrix
Theronia angustatrix är en stekelart som beskrevs av André Seyrig 1934. Theronia angustatrix ingår i släktet Theronia och familjen brokparasitsteklar. Inga underarter finns listade i Catalogue of Life.